# Kunpcho
Kunpcho je město v Jižní Koreji. Nachází se v severozápadní části území v provincii Kjonggi jižně od hlavního města Soulu. Je součástí aglomerace Soulu – tzv. Velký Soul. Vedou sem dvě linky metra ze Soulu a nacházejí se tu dvě železniční stanice na lince ze Soulu do Pusanu.

## Osobnosti
- Kim Ju-na (*1990), krasobruslařka, narozena v Pučchonu, ale v Kunpcho vyrůstala
- Kim Či-su (*1995), zpěvačka, modelka, herečka